# Rupirana cardosoi
Rupirana cardosoi é uma espécie de anfíbio da família Leptodactylidae. É a única espécie descrita para o gênero Rupirana. Endêmica do Brasil, onde pode ser encontrada apenas na Chapada Diamantina, que corresponde a porção norte da Serra do Espinhaço, no estado da Bahia.

## Taxonomia
O gênero Rupirana era tradicionalmente classificado na família Cycloramphidae, entretanto, um estudo demonstrou que o gênero está mais relacionado com os gêneros Paratelmatobius e Scythrophrys na subfamília Paratelmatobiinae.